# Ponte Svendborgsund

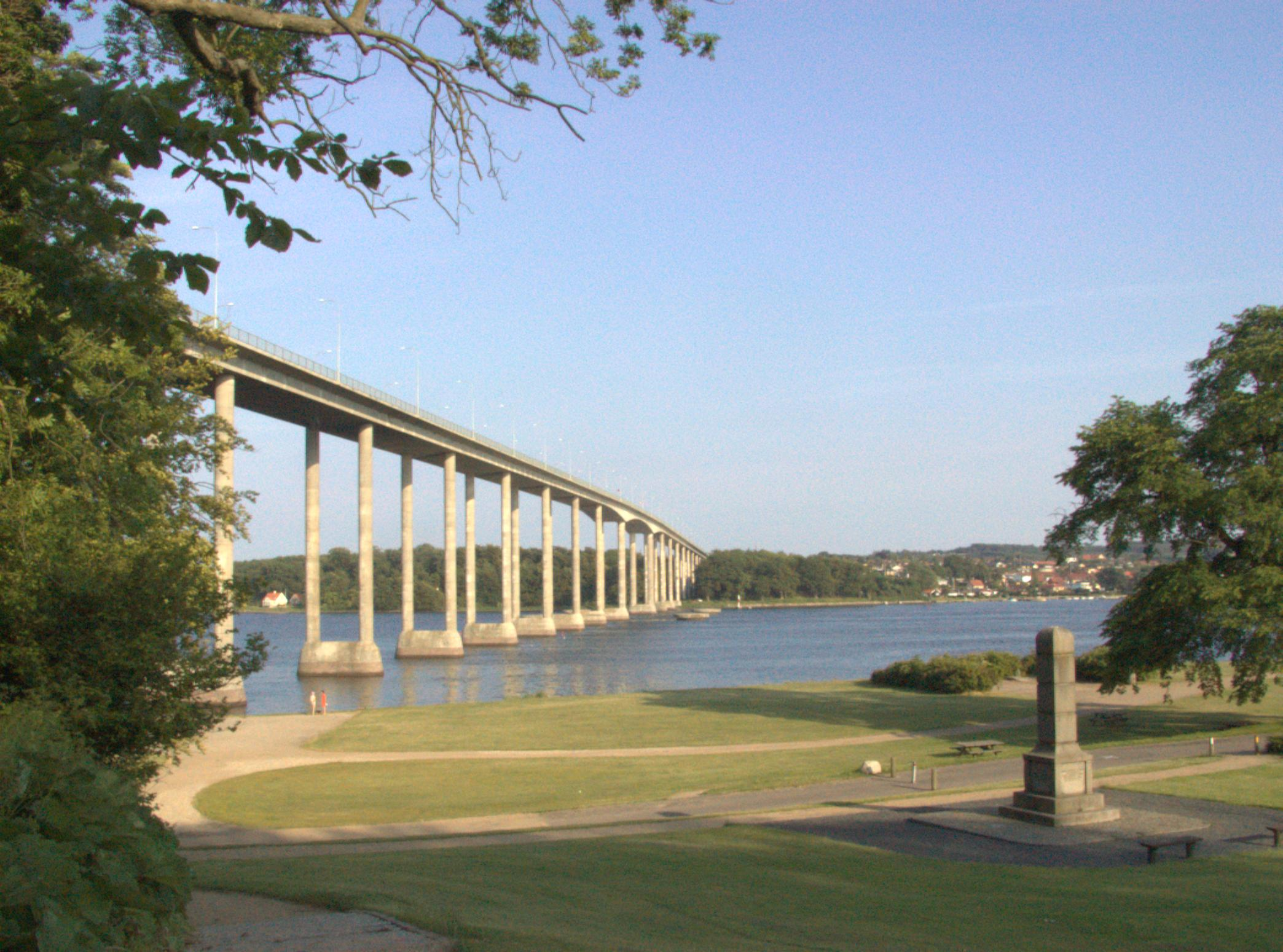
A ponte Svendborgsund, na ilha de Tasinge.

A ponte Svendborgsund (Svendborgsundbroen) é uma ponte que cruza Svendborgsund entre a cidade de Svendborg sobre Fiónia e Vindeby na ilha de Tasinge, na Dinamarca. É no caminho para a ilha de Langeland. A ponte tem 1220 metros, o mais longo vão é de 90 metros, e sua altura do mar é de 33 metros.
A Ponte Svendborgsund foi aberta pela Princesa Margarida, em 18 de novembro de 1966. A ponte custou 25 milhões de coroas.